# Fort Dodge Regional Airport

i7
i11
i13
Der Fort Dodge Regional Airport (IATA-Code: FOD, ICAO-Code: KFOD) ist der Flughafen von Fort Dodge im Webster County im nordwestlichen Zentrum des US-amerikanischen Bundesstaates Iowa. Der Flughafen ist ständig geöffnet und befindet sich in städtischem Besitz.
Die Federal Aviation Administration (FAA) stuft den zum National Plan of Integrated Airport Systems gehörenden Flughafen anhand der Zahl von 10.866 abfliegenden Passagieren (im Jahr 2011) als nonhub primary commercial service airport ein.

## Lage
Der Flughafen liegt an der nördlichen Stadtgrenze von Fort Dodge am linken Ufer des Des Moines River, einem rechten Nebenfluss des Mississippi. Über die Nelson Avenue, über die der Iowa State Highway 413 verläuft, ist das Stadtzentrum von Fort Dodge 7,6 km in südlicher Richtung entfernt.

## Ausstattung
Der Flughafen verfügt über zwei Start- und Landebahnen, die je einen Asphaltbelag haben. Es gibt einen Passagierterminal und einen Stützpunkt der Mietwagenfirma Hertz.

## Flugzeuge und Flugbewegungen
Auf dem Flughafen sind insgesamt 23 Flugzeuge stationiert. Davon sind 21 einmotorige Propellermaschinen und 2 mehrmotorige Propellermaschinen.
Von den 55 Flugbewegungen pro Tag sind 10 Prozent dem Linienflugverkehr, 87 Prozent der Allgemeinen Luftfahrt, 2 Prozent dem Lufttaxiverkehr zuzuordnen. Daneben gibt es noch knapp 1 Prozent militärische Flugbewegungen.

## Fluggesellschaften und Flugziele
Linienflüge werden von Fort Dodge nach St. Louis und Chicago durchgeführt:
- Air Choice One viermal wochentäglich sowie je zweimal samstags und sonntags nach Chicago O’Hare[4]
- Air Choice One viermals wochentäglich sowie je zweimal samstags und sonntags nach Lambert-Saint Louis[4]